# Charles Pritchard
Charles Pritchard, FRS, angleški astronom, * 29. februar 1808, Alberbury, grofija Shropshire, Anglija, † 28. maj 1893.
Pritchard je leta 1866 postal predsednik Kraljeve astronomske družbe.